# Castelnovo ne’ Monti
Castelnovo ne’ Monti – miejscowość i gmina we Włoszech, w regionie Emilia-Romania, w prowincji Reggio Emilia.
Według danych na rok 2004 gminę zamieszkiwały 10 053 osoby, 104,7 os./km².